# Craig Bellamy
Craig Bellamy, teljes nevén Craig Douglas Bellamy (Cardiff, 1979. július 13. –) walesi labdarúgó.
1997-ben kezdte profi pályafutását a Norwich City csapatában. Ezután egy évig a Coventry játékosa volt, majd négy évet töltött el a Newcastle-nél. Utolsó newcastle-i évében kölcsönadták a skót Celticnek. 2005-től sorrendben a Blackburn, a Liverpool és a West Ham játékosa volt, mindegyik csapatnál maximum két évet töltött. A Manchester Cityhez 2009-ben igazolt, amely egy évvel később kölcsönadt a Cardiffnak csapatának.
Karrierje során megnyerte többek között a Skót Kupát és a Community Shieldet.
A walesi válogatottnak is tagja volt, miután Ryan Giggs lemondta a válogatottságot, ő viselte a csapatkapitányi karszalagot. 1998-as bemutatkozása után  hetvennyolc  mérkőzésen lépett pályára a nemzeti csapatban, ezeken tizenkilenc gólt szerzett. Világversenyen nem vett részt.Tagja volt a 2012-es londoni Olimpián szereplő összbrit Nagy-Britannia válogatottjának.
Gyakran kapott kritikákat pályán kívüli viselkedése miatt, ugyanakkor sokan elismerik nagyvonalú adakozásai miatt, Sierra Leonéban például saját labdarúgóiskolát nyitott.

## Magánélete
Bellamy Cardiff Trowbridge nevű kerületében nevelkedett, szülei a mai napig itt élnek. Tanulmányait a Baden Powell általános iskolában, a Trowbridge általános iskolában, valamint a Rumney középiskolában végezte. Gyerekkorában a Caer Castell csapatában játszott, melynek akkoriban édesapja volt a vezetőedzője. Két kedvenc labdarúgócsapata a Liverpool, illetve szülővárosának klubja, a Cardiff City volt.
2006 júniusában a Cardiffhoz közeli St Bride's-super-Elyben feleségül vette tinédzserkori szerelmét, Claire Janesent. Eddig három gyermekük született, két fiú, Ellis és Cameron, valamint egy lány, Lexie. Ellis apjához hasonlóan labdarúgó, jelenleg a Newport County ifiakadémiáján játszik. Mielőtt kölcsönvette volna a Cardiff City, Bellamy Manchesterben lakott és hetente csak néhány napot tölthetett Peterston-super-Elyben élő feleségével és gyerekeivel.

## Pályafutása

### Norwich City
Bellamy kilencéves korában, a Bristol Rovers akadémiáján kezdett el futballozni. Két évet töltött itt, majd 1990-ben a Norwich Cityhez került. A felnőttek között 1997. március 15-én, a Crystal Palace ellen mutatkozhatott be. 18 évesen már állandó tagja volt a sárga mezesek kezdőjének, az 1997/98-as szezonban 38 alkalommal lépett pályára és 13 gólt szerzett. 1998. augusztus 22-én megszerezte a Norwich történetének 5000. gólját a The Football League-ben, miután értékesített egy büntetőt egy Queens Park Rangers ellen 4-2-re megnyert bajnokin. Az 1998/99-es idényben két hónapig nem játszhatott, mivel egy Wolverhampton Wanderers elleni mérkőzésen megsérült, amikor keményen ütközött a csapat védőjével, Kevin Muscattal. Ennek ellenére ugyanúgy 38 meccsen kapott lehetőséget, mint egy évvel korábban, és 17 alkalommal talált be az ellenfelek kapujába.
A következő évad nagy részét ki kellett hagynia egy térdsérülés miatt, amit egy Southend United elleni felkészülési mérkőzésen szenvedett el. Csak 2000 áprilisában léphetett újra pályára, négy bajnokin játszott és két gólt szerzett. 2000 nyarán rengeteg átigazolási pletyka jelent meg vele kapcsolatban, többek között a Tottenham Hotspur, a Newcastle United, a Celtic és a Wimbledon is érdeklődött iránta. Végül a Coventry Cityhez igazolt 6,5 millió font ellenében. A Coventry vezetői az Internazionaléhoz távozó Robbie Keane-t kívánták vele pótolni. 2002-ben a szurkolók szavazatai alapján felkerült a neve a Norwich City dicsőségfalára.

### Coventry City
Bellamy bemutatkozása nem sikerült túl jól új csapatában, 2000 decemberéig mindössze három gólt szerzett, ráadásul ebből kettőt tizenegyesből. December 10-én, a remek formában lévő Leicester City ellen győztes gólt lőtt, ennek ellenére a januári átigazolási időszakban szóba került, hogy visszatér a Norwich Cityhez de ez végül nem történt meg. A szezon során minden sorozatot egybevéve 39 mérkőzésen lépett pályára, de mindössze nyolcszor talált be. A Coventry City a 19. helyen végzett a Premier League-ben, így 34 évnyi folyamatos élvonalbeli szereplés után kiesett a csapat a másodosztályba. A klub megtartotta volna Bellamyt, de ő az első osztályban szeretett volna maradni. ezért a távozás mellett döntött.

### Newcastle United
| „                  | Egy rememk képességekkel megáldott játékos rejtőzik a szokatlan és lobbanékony természet mögött. | ” |
| – sir Bobby Robson |                                                                                                  |   |

2001 júliusában Bellamy a Newcastle Unitedhez szerződött. Remekül kezdett a Szarkáknál, első hazai meccsén, a Lokeren ellen az Intertotó Kupában győztes gólt szerzett. Novemberben, egy Aston Villa ellen 3-0-ra megnyert bajnokin két gólt is lőtt, Peter Schmeichelnek, egy alkalommal kötényt adott a legendás kapusnak. sir Bobby Robson irányítása alatt remek csatárpárost alkotott Alan Shearerrel. Első szezonjában 14-szer talált be és a futballszakírók megválasztották az év fiatal játékosának. Olyan játékosokat utasított maga mögé, mint Steven Gerrard vagy Kieron Dyer.
A 2002/03-as idényben a Newcastle elindulhatott a Bajnokok Ligájában. Egy Feyenoord elleni mérkőzésen Bellamy két nagyon fontos gólt szerzett, melyeknek köszönhetően csapata 3-2-es győzelmet aratott és továbbjutott a második csoportkörbe. Két héttel később a fekete-fehérek 4-1-re kikaptak az Intertől, Bellamyt pedig kiállították, amiért megrúgta Marco Materazzit. A következő három meccset eltiltás miatt ki kellett hagynia. Hazai pályán, a Sunderland elleni bajnokin is gólt szerzett. Végül kilenc találattal zárta az évadot.
2004 márciusában csúnyán összeveszett a United pályaedzőjével, John Carverrel, akihez dühében hozzávágott egy széket. A szezon során ugyanúgy kilenc gólt szerzett, mint egy évvel korábban, bár most kevesebb mérkőzésen lépett pályára sérülései miatt. Csapatával eljutott az UEFA-kupa elődöntőjébe, ahol összesítésben 2-0-s vereséget szenvedtek az Olympique de Marseille ellen.
Miután menesztették sir Bobby Robsont a Newcastle-től, Bellamy 2004 augusztusában csúnyán összeveszett utódjával, Graeme Souness-szel. Bár azt állították, kibékültek, miután a játékos októberben győztes gólt szerzett egy Manchester City elleni meccsen, messze nem volt vége a kettejük közötti viszályoknak. Souness 2005. január 23-án, egy Arsenal elleni bajnoki előtt száműzte a keretből Bellamyt. A mérkőzés előtt azt nyilatkozta térdsérülés miatt tette mindezt, de a találkozót követően bevallotta, hogy összeveszett a csatárral, mert az nem volt hajlandó jobbszélsőként pályára lépni.
Bellamy percekkel később reagált a menedzser szavaira, azt mondta, kész lett volna bármilyen poszton játszani, és Souness hazugságokat hord össze róla, hogy rossz színben tüntesse fel, és úgy állítsa be, mintha nem lenne elkötelezett a klub iránt. Souness ezután megfogadta, hogy Bellamy soha többé nem léphet pályára a Newcastle színeiben, amíg ő ül a kispadon, ráadásul a klub vezetősége két heti fizetésmegvonással is büntetten. Utolsó gólját egy Sporting elleni UEFA-kupa-mérkőzésen szerezte.
2005 áprilisában, egy Manchester United elleni vesztes kupameccs után Alan Shearer és a klubtulajdonos fia, Kenneth Shepherd is trágár, fenyegetőző hangvételű sms-eket kapott az ekkor már kölcsönben a Celticnél játszó Bellamytól. Ügynöke azt állította, Bellamy elhagyta a telefonját és nem ő küldte az üzeneteket.

### Celtic
2005. január 31-én, a téli átigazolási időszak utolsó napján kölcsönben a Celtchez igazolt. Mint később kiderült, a Birmingham City ajánlatát is visszautasította, hogy a skót klubban futballozhasson. A 2004/05-ös idény hátralévő részében kilenc gólt szerzett, az elsőt január 27-én, egy Clyde elleni kupameccsen. Remek teljesítményt nyújtott még a Dundee United elleni bajnokin is, ahol mesterhármast szerzett, a Rangers elleni Old Firm-en pedig fontos gólt szerzett, ezzel 2-1-es sikerhez segítve csapatát. A Celtic végül lemaradt a bajnoki címről, mivel az utolsó fordulóban kikapott a Motherwelltől. A botrányok itt sem kerülték el, 2005 áprilisában a Hearts egyik szurkolója rasszista megjegyzéseket tett rá.
Bár nem ez volt a legnyugodtabb szezonja. ironikus módon ekkor nyerte meg első komoly trófeáját, a Skót Kupa döntőjében ugyanis a Celtic 1-0-s győzelmet aratott a Dundee United ellen a Hampden Parkban. A glasgow-iak szerették volna véglegesíteni Bellamy szerződését, de ő inkább Angliában folytatta a pályafutását, 5 millió fontért a Blackburn Rovershez igazolt.

### Blackburn Rovers
Bellamy négy évre szóló szerződést írt alá a Blackburnnel, ahol újra együtt dolgozhatott a walesi szövetségi kapitánnyal, Mark Hughes-zal. Első idényében több sérülés is hátráltatta, ennek ellenére 17 gólig jutott. Ő is nagyban hozzájárult ahhoz, hogy a gárda a hatodik helyen zárt, kilenc pozíciót javítva az előző évhez képest. A következő szezonban a Rovers elindulhatott az UEFA-kupában. Bellamy állandó tagja volt a csapatnak, csakúgy, mint Brad Friedel, Ryan Nelsen, Robbie Savage, Brett Emerton, Steven Reid vagy Morten Gamst Pedersen. Remek teljesítményével olyan nagynevű csapatok figyelmét is magára vonta, mint a Liverpool vagy az Arsenal.

### Liverpool
A Liverpool 2006. június 20-án 6,5 millió fontos ajánlatot tett Bellamyért. Mivel szerződésében volt egy olyan kitétel, hogy joga van tárgyalni Bajnokok Ligájában szereplő csapatokkal, a Blackburn Rovers nem mondhatott nemet. Július 1-jén vált hivatalossá, hogy a liverpooliaknál folytatja a pályafutását. Elmondása szerint óriási örömöt okozott neki, hogy gyerekkori kedvenc csapatához szerződhetett. 2006. augusztus 9-én, egy MK Makkabi Haifa elleni BL-selejtezőn debütált és rögtön gólt is szerzett. A jó kezdés ellenére a Premier League-ben nem mentek ilyen jól a dolgai, október közepéig kellett várni, mire megszerezte első bajnoki gólját. Éppen korábbi csapata, a Blackburn Rovers ellen talált be.
Ebben az idényben szerezte meg második komoly kupáját, az Community Shieldet. A győztes gól előtt ő adott gólpasszt Peter Crouchnak. 2006. december 2-án játszotta első igazán jó meccsét a bajnokságban a Liverpool színeiben. A Wigan Athletic elleni találkozón két gólt szerzett és egy gólpasszt adott. Nagy szüksége volt erre a sikerre, hiszen nem sokkal előtte egy nagy botrány robbant ki körülötte, amikor egy nő azt állította, hogy Bellamy megtámadta egy cardiffi kocsmában. Később felmentették a vád alól. Két héttel később a Charlton Athletic ellen is betalált, majd december 23-án, a Watford ellen is eredményes volt. 2007. január 13-án ismét gólt lőtt a Watfordnak, ez már a hetedik gólja volt a szezonban.
Január 2-án, egy portugáliai edzőtáborozás során Bellamy egy golfütővel támadt csapattársára, John Arne Riisére. Mindkét játékost két heti fizetésmegvonással büntette a klub, Bellamyra pedig sértő gúnyneveket aggattak a szurkolók az eset után. Később mindketten elnézést kértek a menedzsertől, Rafa Beníteztől. A két játékos egy Barcelona elleni Bajnokok Ligája-mérkőzésen lépett pályára együtt legközelebb. Bellamy miután gólt szerzett, gólöröme során úgy tett, mintha golfozna, később gólpasszt is adott, éppen Riisének. 2007 áprilisában meghívták egy "Wales on Saturday" című sportműsorba, ahol utalásokat tett rá, hogy nyáron elhagyja a Liverpoolt, mivel alig beszél Benítezzel és még kevesebbszer értenek egyet.
Másnap Bellamy dühös hangvételű interjút adott a Liverpool TV-nek, mondván, kiforgatták a szavait. Biztosította a szurkolókat, hogy száz százalékig elkötelezett a klub irányában és Benítezt az egyik legjobb edzőnek nevezte, akivel valaha együtt dolgozott, sőt, azt is elmondta, ha menedzseri pályára lép, biztosan a spanyol lesz a példaképe. Valóban úgy tűnt, kettejük viszonya rendeződik, ennek ellenére a Bajnokok Ligája döntőjében, az AC Milan ellen csak a kispadon kapott helyet és ott is maradt a meccs végéig. Nyáron a West Ham United ajánlatot tett érte, melyet a Liverpool el is fogadott, és neki is sikerült megegyeznie a londoni klubbal.

### West Ham United
Bellamy 2007. július 10-én, 7,5 millió font ellenében a West Ham Unitedhez került, ezzel ő lett a csapat addigi legdrágábban igazolt játékosa. Öt évre írt alá a londoniakkal, akiknél újra együtt játszhatott korábbi csapattársával, Robert Greennel. Augusztus 11-én, a Manchester City elleni szezonnyitón mutatkozott be új csapatában. Gólt szereznie nem sikerült, és végül a City nyert 2-0-ra. Két héttel később, egy Bristol Rovers elleni Ligakupa-meccsen volt először eredményes, két góljával 2-1-es sikerhez segítette a West Hamet. 2008 februárjában egy sérülés miatt véget ért számára a szezon, mindössze kilenc meccsen léphetett pályára, melyek alatt négy gólig jutott.
A 2008/09-es idény harmadik meccsén, a Blackburn Rovers ellen térhetett vissza. A 4-1-re megnyert mérkőzésen ő is betalált. Ez volt az első gólja félévnyi kihagyás után. Ezután olyan jó formába lendült, hogy 2009 januárjára olyan csapatok álltak sorba érte, mint a Tottenham Hotspur vagy a Manchester City. A West Ham mestere, Gianfranco Zola szerint a Tottenham sportszerűtlen eszközökkel próbálta megszerezni Bellamyt, ezért dühében kijelentette, a játékos nem megy sehová. Ez nem érintette jól a csatárt, aki tüntetésképpen levonult a pályáról egy edzés közben. Végül hosszan tartó viaskodás után a londoniak január 18-án elfogadták a Manchester City ajánlatát, így Bellamy klubot válthatott.

### Manchester City
Bellamy 2009. január 19-én aláírt a Manchester Cityhez. Az átigazolás összegét nem hozták nyilvánosságra, de egyes források szerint a manchesteriek 14 millió fontot fizettek érte. Január 28-án, korábbi csapata, a Newcastle United ellen debütált. A 2-1-re megnyert mérkőzésen éppen ő lőtte a győzelmet jelentő gólt. Ezzel ő lett az ötödik olyan játékos, aki hat különböző klubban is gólt tudott szerezni a Premier League-ben. Következő gólját a Middlesbrough ellen szerezte, és ismét győzelmet ért a manchesterieknek. Február 22-én, a Liverpool ellen is betalált, 1-1-es döntetlenhez segítve a Cityt. Ironikus módon ezzel éppen ő vetett véget korábbi csapata bajnoki álmainak.
A 2009/10-es szezonban egy Arsenal elleni bajnokin volt eredményes először, és egy gólpasszt is adott, ezzel nagyban hozzájárult csapata 4-2-es győzelméhez. Egy héttel később duplázott a Manchester United elleni városi rangadón, de így is kikaptak 4-3-ra egy nagyszerű mérkőzésen. Egyik gólját egy nagyszerű lövésből szerezte a tizenhatos sarkáról, amit aztán meg is választották szeptember legszebb találatának. Nemcsak emiatt volt emlékezetes számára a United elleni meccs, a pályára ugyanis beszaladt a vörös mezesek egyik szurkolója, akit Bellamy megütött, miután a biztonsági emberek lefogták. Az eset miatt figyelmeztette az Angol labdarúgó-szövetség (FA), de büntetést nem kapott. Klubja végig kiállt mellette. Következő gólját a Villa Parkban szerezte, az Aston Villa ellen, majd betalált a Burnley és a Sunderland ellen is.
Utóbbi mérkőzés után a Manchester City vezetősége menesztette Mark Hughest, bár a csapat 4-3-ra győzött. Bellamy nagyon jó viszonyban volt az edzővel, ezért nagyon felkavarta az elküldése, az utódjával, Roberto Mancinivel már a kezdetektől fogva viharos volt a kapcsolata. Szóba került, hogy 2010 januárjában a Tottenham Hotspurhöz, az Arsenalhoz vagy az Evertonhoz igazol. Végül azonban maradt és kijelentette, a közeljövőben mindenképpen a City játékosa szeretne maradni. A Stamford Bridge-en két gólt lőtt a Chelsea ellen, 4-2-es győzelemhez segítve csapatát. A manchesteriek legutóbb 17 éve tudta győzni a Chelsea otthonában.

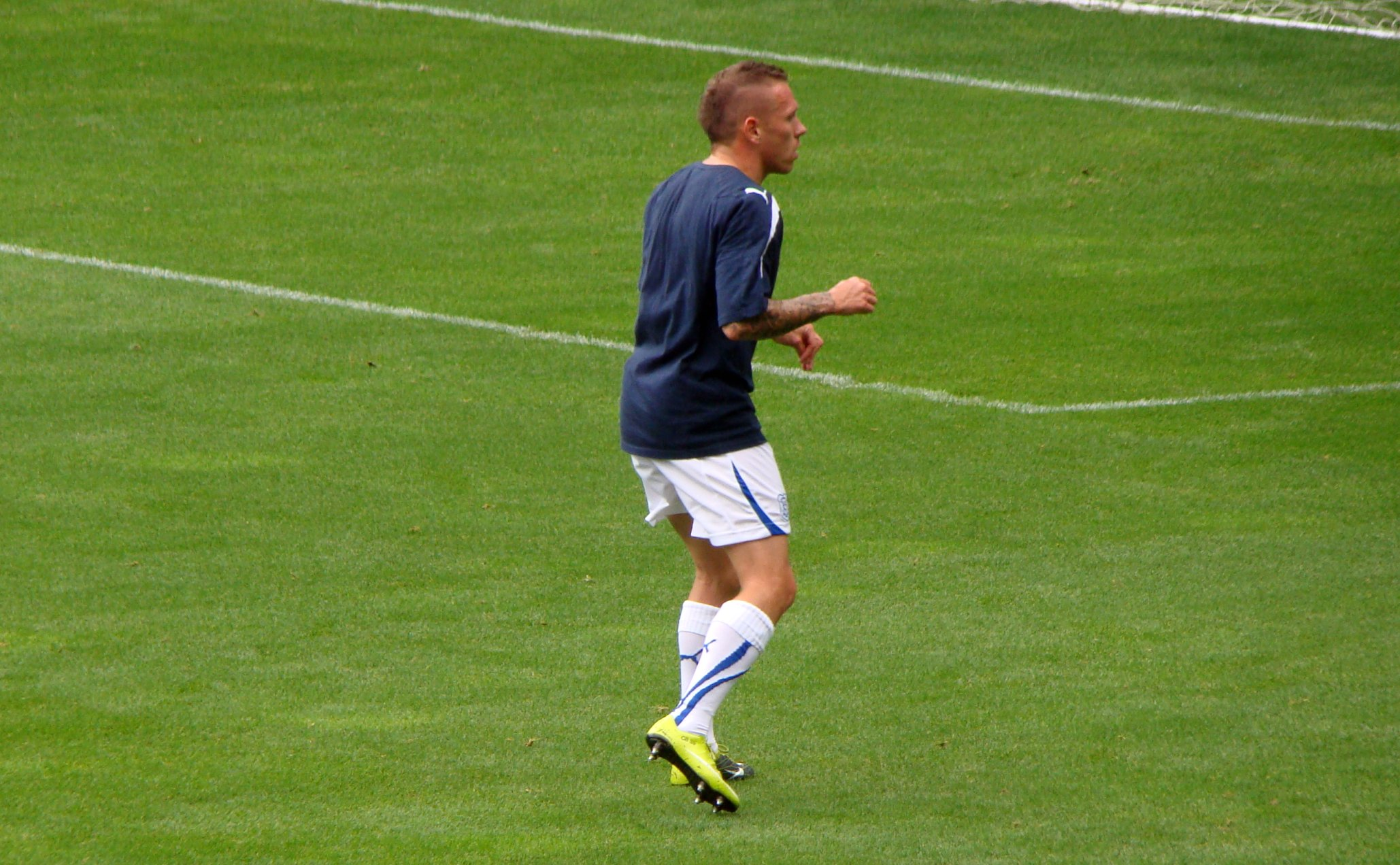
Bellamy melegít a Cardiff City egyik meccse előtt.

A 2010/11-es évadra új szabályok léptek életbe a Premier League-ben, az egyik szerint minden csapat egy maximum 25 fős keretet nevezhet az aktuális bajnoki szezonra. Bellamy attól félt, ő nem fog bekerülni a kék mezesek bajnoki keretébe, ezért azzal fenyegetőzött, hogy visszavonul, ha mellőzik. Roberto Mancini büntetésképpen kihagyta őt az FC Timişoara elleni keretből az Európa-ligában. A következő héten Bellamy már a Cardiff Citynél edzett és nem sokkal később hivatalosan is kölcsönvette a klub.

### Cardiff City
Bellamyt 2010. augusztus 17-én a szezon végéig kölcsönvette az angol másodosztályban szereplő Cardiff City. Augusztus 21-én, egy Doncaster Rovers elleni mérkőzésen mutatkozott be a walesieknél. Egy nagyszerű távoli szabadrúgás után gólt szerzett, ezzel járulva hozzá csapata 4-0-s sikeréhez. Később, a Portsmouth ellen is pályára lépett, de a következő öt meccset térdsérülés miatt ki kellett hagynia. Október 2-án góllal tért vissza a Barnsley ellen.

## Válogatottbeli szereplése
Craig Bellamy 1998. március 25-én, egy Jamaica elleni barátságos mérkőzésen debütált a walesi válogatottban, miután csereként váltotta Gareth Taylort. Első gólját második válogatott találkozóján, 1998. június 3-án, Málta ellen szerezte, ezzel 3-0-s győzelemhez segítve övéit. Később Dánia, Norvégia és Argentína ellen is betalált, mielőtt 2002. október 16-án belőtte volna máig talán legemlékezetesebb gólját. Ekkor az olaszok ellen talált be, Gianluigi Buffont megkerülve, a találkozót végül meg is nyerte Wales, 2-1 arányban. 2005. február 9-én két gólt rúgott egy Magyarország elleni barátságos meccsen, Cardiffban.
2006. október 7-én, egy Szlovákia elleni Eb-selejtezőn Bellamyt nevezte ki csapatkapitánnyá az akkori szövetségi kapitány, John Toshack, mivel Ryan Giggs sérülés miatt nem játszhatott. Nem alakult jól a mérkőzés a walesiek számára, akik végül 5-1-es vereséget szenvedtek. Négy nappal később, Ciprus ellen viszont már győzni tudtak, a 3-1-es sikerből Bellamy egy góllal és egy gólpasszal vette ki a részét. 2007 júniusában Ryan Giggs lemondta a válogatottságot, így ő kapta meg a csapatkapitányi karszalagot. Ötvenedik válogatott mérkőzését 2008 májusában, Izland ellen játszotta. Jelenleg 60 meccsnél és 18 gólnál tart, ezzel ő a válogatott ötödik legeredményesebb játékosa Dean Saunders, Ivor Allchurch, Trevor Ford és Ian Rush után.

### Góljai a válogatottban
| #   | Dátum                | Helyszín                                            | Ellenfél        | Gól | Eredmény | Kiírás       |
| --- | -------------------- | --------------------------------------------------- | --------------- | --- | -------- | ------------ |
| 1.  | 1998. június 3.      | Nemzeti Stadion, Attard, Málta                      | Málta           | 1–0 | 3–0      | barátságos   |
| 2.  | 1998. október 10.    | Parken Stadion, Koppenhága, Dánia                   | Dánia           | 2–1 | 2–1      | Eb-selejtező |
| 3.  | 2001. szeptember 5.  | Ullevaal Stadion, Oslo, Norvégia                    | Norvégia        | 2–1 | 2–3      | vb-selejtező |
| 4.  | 2002. február 13.    | Millennium Stadion, Cardiff, Wales                  | Argentína       | 1–0 | 1–1      | barátságos   |
| 5.  | 2002. október 16.    | Millennium Stadion, Cardiff, Wales                  | Olaszország     | 2–1 | 2–1      | Eb-selejtező |
| 6.  | 2003. március 29.    | Millennium Stadion, Cardiff, Wales                  | Azerbajdzsán    | 1–0 | 4–0      | Eb-selejtező |
| 7.  | 2004. augusztus 18.  | Skonto stadion, Riga, Lettország                    | Lettország      | 2–0 | 2–0      | barátságos   |
| 8.  | 2005. február 9.     | Millennium Stadion, Cardiff, Wales                  | Magyarország    | 1–0 | 2–0      | barátságos   |
| 9.  | 2005. február 9.     | Millennium Stadion, Cardiff, Wales                  | Magyarország    | 2–0 | 2–0      | barátságos   |
| 10. | 2006. október 11.    | Millennium Stadion, Cardiff, Wales                  | Ciprus          | 3–0 | 3–1      | Eb-selejtező |
| 11. | 2006. november 14.   | Racecourse Ground, Wrexham, Wales                   | Liechtenstein\| | 3–0 | 4–0      | barátságos   |
| 12. | 2007. május 26.      | Racecourse Ground, Wrexham, Wales                   | Új-Zéland       | 1–1 | 2–2      | barátságos   |
| 13. | 2007. május 26.      | Racecourse Ground, Wrexham, Wales                   | Új-Zéland       | 2–2 | 2–2      | barátságos   |
| 14. | 2007. szeptember 12. | Štadión Antona Malatinského, Nagyszombat, Szlovákia | Szlovákia       | 2–1 | 5–2      | Eb-selejtező |
| 15. | 2007. szeptember 12. | Štadión Antona Malatinského, Nagyszombat, Szlovákia | Szlovákia       | 3–1 | 5–2      | Eb-selejtező |
| 16. | 2008. november 19.   | Brøndby stadion, Brøndby, Dánia                     | Dánia           | 1–0 | 1–0      | barátságos   |
| 17. | 2009. október 10.    | Helsinki olimpiai stadion, Helsinki, Finnország     | Finnország      | 1–1 | 1–2      | vb-selejtező |
| 18. | 2010. augusztus 11.  | Parc y Scarlets, Llanelli, Wales                    | Luxemburg       | 5–1 | 5–1      | barátságos   |

## A Craig Bellamy-alapítvány
Bellamy mindig is bőkezű volt, ha adakozásról volt szó, de 2008. május 6-án bejelentette, hogy szeretne létrehozni egy saját alapítványt Freetownban, Sierra Leonéban a hátrányos helyzetű gyermekek számára. Nem sokkal később személyesen is ellátogatott a háború és szegénység sújtotta afrikai országba, ahol saját futballakadémiát nyitott. Egyes források szerint 650 ezer fontot áldozott az iskola létrehozására.

## Sikerei, díjai

### Celtic
- Skót Kupa-győztes: 2005
- A skót bajnokság ezüstérmese: 2005

### Liverpool
- FA Community Shield-győztes: 2006
- Döntős a Bajnokok Ligájában: 2006/07

## Pályafutása statisztikái
| Teljesítmény klubjában | Teljesítmény klubjában | Teljesítmény klubjában  | Bajnokság | Bajnokság | Kupa               | Kupa               | Ligakupa                | Ligakupa                | Nemzetközi | Nemzetközi | Összesen | Összesen |
| Szezon                 | Klub                   | Bajnokság               | Mérk.     | Gól       | Mérk.              | Gól                | Mérk.                   | Gól                     | Mérk.      | Gól        | Mérk.    | Gól      |
| Anglia                 | Anglia                 | Anglia                  | Bajnokság | Bajnokság | FA-kupa            | FA-kupa            | League Cup              | League Cup              | Európa     | Európa     | Összesen | Összesen |
| ---------------------- | ---------------------- | ----------------------- | --------- | --------- | ------------------ | ------------------ | ----------------------- | ----------------------- | ---------- | ---------- | -------- | -------- |
| 1996–97                | Norwich City           | First Division          | 3         | 0         | -                  | -                  | -                       | -                       | -          | -          | 3        | 0        |
| 1997–98                | Norwich City           | First Division          | 36        | 13        | 1                  | 0                  | 1                       | 0                       | -          | -          | 38       | 13       |
| 1998–99                | Norwich City           | First Division          | 40        | 17        | -                  | -                  | 5                       | 2                       | -          | -          | 45       | 19       |
| 1999-00                | Norwich City           | First Division          | 4         | 2         | -                  | -                  | -                       | -                       | -          | -          | 4        | 2        |
| 2000–01                | Norwich City           | First Division          | 1         | 0         | -                  | -                  | -                       | -                       | -          | -          | 1        | 0        |
| 2000–01                | Coventry City          | Premier League          | 34        | 6         | 2                  | 1                  | 3                       | 1                       | -          | -          | 39       | 8        |
| 2001–02                | Newcastle United       | Premier League          | 27        | 9         | 3                  | 0                  | 3                       | 4                       | 6          | 1          | 39       | 14       |
| 2002–03                | Newcastle United       | Premier League          | 29        | 7         | 1                  | 0                  | -                       | -                       | 6          | 2          | 36       | 9        |
| 2003–04                | Newcastle United       | Premier League          | 16        | 5         | -                  | -                  | -                       | -                       | 8          | 5          | 24       | 10       |
| 2004–05                | Newcastle United       | Premier League          | 21        | 7         | 1                  | 0                  | 2                       | 0                       | 5          | 3          | 29       | 10       |
| Skócia                 | Skócia                 | Skócia                  | Bajnokság | Bajnokság | Skót labdarúgókupa | Skót labdarúgókupa | Skót labdarúgó-ligakupa | Skót labdarúgó-ligakupa | Európa     | Európa     | Összesen | Összesen |
| 2004–05                | Celtic                 | Scottish Premier League | 12        | 7         | 3                  | 2                  | -                       | -                       | -          | -          | 15       | 9        |
| Anglia                 | Anglia                 | Anglia                  | Bajnokság | Bajnokság | FA-kupa            | FA-kupa            | League Cup              | League Cup              | Európa     | Európa     | Összesen | Összesen |
| 2005–06                | Blackburn Rovers       | Premier League          | 27        | 13        | 1                  | 2                  | 4                       | 2                       | -          | -          | 32       | 17       |
| 2006–07                | Liverpool              | Premier League          | 27        | 7         | -                  | -                  | 2                       | 0                       | 12         | 2          | 41       | 9        |
| 2007–08                | West Ham United        | Premier League          | 8         | 2         | -                  | -                  | 1                       | 2                       | -          | -          | 9        | 4        |
| 2008–09                | West Ham United        | Premier League          | 16        | 5         | 1                  | 0                  |                         |                         |            |            | 17       | 5        |
| 2008–09                | Manchester City        | Premier League          | 8         | 3         | -                  | -                  | 0                       | 0                       | 3          | 2          | 11       | 5        |
| 2009–10                | Manchester City        | Premier League          | 32        | 10        | 3                  | 1                  | 5                       | 0                       | -          | -          | 40       | 13       |
| 2010–11                | Cardiff City           | Championship            | 3         | 2         | 0                  | 0                  | 0                       | 0                       | -          | -          | 3        | 2        |
| Összesen               | Anglia                 | Anglia                  | 324       | 107       | 13                 | 4                  | 24                      | 11                      | 40         | 15         | 400      | 139      |
| Összesen               | Skócia                 | Skócia                  | 12        | 7         | 3                  | 2                  | -                       | -                       | -          | -          | 15       | 9        |
| Karrierje összesen     | Karrierje összesen     | Karrierje összesen      | 335       | 114       | 16                 | 6                  | 24                      | 11                      | 40         | 15         | 416      | 148      |

## Külső hivatkozások
- Adatlapja a Manchester City honlapján Archiválva 2012. március 6-i dátummal a Wayback Machine-ben
- Statisztikái a FIFA.com-on Archiválva 2012. január 19-i dátummal a Wayback Machine-ben
- Craig Bellamy pályafutásának statisztikái a Soccerbase oldalon (angolul)

- Craig Bellamy Sierra Leone-i alapítványának honlapja